# Chênedouit
Chênedouit is een plaats en voormalige gemeente in het Franse departement Orne (regio Normandië) en telt 167 inwoners (1999). De plaats maakte deel uit van het arrondissement Argentan.

## Geschiedenis
Op 1 januari 2016 werd de gemeente met acht andere naburige gemeenten gefuseerd tot Putanges-le-Lac.

## Geografie
De oppervlakte van Chênedouit bedraagt 9,0 km², de bevolkingsdichtheid is 18,6 inwoners per km².
De onderstaande kaart toont de ligging van Chênedouit met de belangrijkste infrastructuur en aangrenzende gemeenten.

## Demografie
Onderstaande figuur toont het verloop van het inwonertal (bron: INSEE-tellingen).